# Armenien i Eurovision Song Contest 2015
Armenien deltog i Eurovision Song Contest 2015 i Wien i Österrike.

## Uttagning
Gruppen Genealogy skapades av ARMTV för att representera Armenien i Eurovision Song Contest 2015.

## Vid Eurovision
Armenien deltog i den första semifinalen den 19 maj. Där hade de startnummer 2. De gick till final med 77 poäng och hamnade på sjunde plats. I finalen hade de startnummer 6. De fick 34 poäng och hamnade på sextonde plats.